# Vesturland
Vesturland (deutsch Westland) ist eine der acht Regionen Islands. Sie liegt im Westen des Landes. Ihr Verwaltungssitz ist Borgarnes in der Gemeinde Borgarbyggð. Am 1. Januar 2025 lebten 17.761 Einwohner auf einer Fläche von 9.522 km² (Bevölkerungsdichte 1,87 Einw./km²).

## Einteilung in Kreise und kreisfreie Gemeinden
Vesturland gliedert sich in vier Kreise und eine kreisfreie Gemeinde.
| Gem.-Nr. | Kreisfreie Gemeinde          | Einwohner (1. Januar 2025) | Fläche [km²] | Verwaltungssitz |
| -------- | ---------------------------- | -------------------------- | ------------ | --------------- |
| 3000     | Akraneskaupstaður            | 8.285                      | 9            | Akranes         |
| Gem.-Nr. | Kreis                        | Einwohner (1. Januar 2025) | Fläche [km²] | Verwaltungssitz |
| 3500     | Borgarfjarðarsýsla           | 825                        | 698          | Borgarnes       |
| 3600     | Mýrasýsla                    | 4.102                      | 4.926        | Borgarnes       |
| 3700     | Snæfells- og Hnappadalssýsla | 3.904                      | 1.468        | Stykkishólmur   |
| 3800     | Dalasýsla                    | 645                        | 2.421        | Búðardalur      |

## Einteilung in Gemeinden
Vesturland gliedert sich in neun Gemeinden.
| Gem.-Nr.                     | Gemeinde                   | Einwohner (1. Januar 2025) | Fläche [km²] | größere Orte                                              |
| ---------------------------- | -------------------------- | -------------------------- | ------------ | --------------------------------------------------------- |
| Kreisfreie Gemeinden         |                            |                            |              |                                                           |
| 3000                         | Akraneskaupstaður          | 8.285                      | 9            | Akranes                                                   |
| Borgarfjarðarsýsla           |                            |                            |              |                                                           |
| 3506                         | Skorradalshreppur          | 65                         | 216          |                                                           |
| 3511                         | Hvalfjarðarsveit           | 760                        | 482          |                                                           |
| Mýrasýsla                    |                            |                            |              |                                                           |
| 3609                         | Borgarbyggð                | 4.102                      | 4.926        | Borgarnes, Bifröst, Hvanneyri, Kleppjárnsreykir, Reykholt |
| Snæfells- og Hnappadalssýsla |                            |                            |              |                                                           |
| 3709                         | Grundarfjarðarbær          | 826                        | 148          | Grundarfjörður                                            |
| 3711                         | Stykkishólmsbær            | 1.285                      | 253          | Stykkishólmur                                             |
| 3713                         | Eyja- og Miklaholtshreppur | 124                        | 383          |                                                           |
| 3714                         | Snæfellsbær                | 1.669                      | 684          | Ólafsvík, Rif, Hellissandur, Arnarstapi                   |
| Dalasýsla                    |                            |                            |              |                                                           |
| 3811                         | Dalabyggð                  | 645                        | 2.421        | Búðardalur                                                |

Koordinaten: 64° 48′ N, 21° 55′ W